# Alcamil e Aluafi
Alcamil e Aluafi (em árabe: الكامل و الوافي; romaniz.: āl-Kāmil ū āl-Ūāfī) é uma cidade da província Sudeste e capital do vilaiete de Alcamil e Aluafi, no Omã. Segundo censo de 2010, tinha 20 325 habitantes. Compreende uma área de 81,1 quilômetros quadrados.